# زیردریایی ایریده
زیردریایی ایریده (به انگلیسی: Italian submarine Iride) یک زیردریایی بود که طول آن 60.18 m بود.